# The Nine Lives of Tomas Katz
The Nine Lives of Tomas Katz és una pel·lícula de comèdia surrealista en blanc i negre angloalemanya del 2001. S'ha descrit com una "comèdia d'avantguarda sobre l'Apocalipsi", coescrita i dirigida per Ben Hopkins.

## Argument
L'últim dia de la creació, un desconegut arriba a Londres. Ningú sap qui és ni d'on ha vingut, però quan marxi, l'univers sencer s'haurà esborrat.

## Repartiment
- Tom Fisher com No / Tomas Katz
- Ian McNeice com a inspector
- Tony Maudsley com a taxista
- Sachiko Hidari com a Cuthbert Will Keen
- Andrew Melville com a ministre de Peix
- Toby Jones com a funcionari públic
- Asif Kapadia com a Gwupigrubynudnylandian
- Kris Krishnamma com a Gwupigrubynudnylandian
- Jamille Jinnah com a Gwupigrubynudnylandian
- Sophie Bevan com a periodista
- Trevor Thomas com a Schlauch
- Amelia Curtis com a anunciadora de l'Inframón
- Tilly Blackwood com a secretària de l'Inframón
- David de Keyser com a rabí exhumat
- John Ramm com a Ivul Gurk
- Janet Henfrey com a Janice Waily
- Boyd Clack com Abel Mularchy
- Tara Savage com a Nen Radiador
- Callum Savage com a Nen Radiador
- Oliver Parkes com a Drumchild
- Andrew Kötting com a taxista
- Graham Lawson com a conductor d'axi
- Joseph Greig com a guia astral
- Tim Barlow com el Sr. Browne
- Joan Oliver com a Cuidador
- Colin Weatherall com a secretari del banc
- Sean Albuquerque com a Geoff Plough
- Jason Thorpe com a oficial Willis
- Togo Igawa com a submarinista japonès
- Kiki Kendrick com a mare suburbana
- Stephen Pye com a Suburban Son
- Yvette Richardson com a secretària de policia
- Francesca Dowd com a Tea Lady
- Sadie Walters com a Tea Lady
- Thomas Q. Napper com a home que cau durant 'Gripped'
- Paul Ritter com a Dave
- Steven O'Donnell com a Keith
- Noah Taylor com Hyde Park Nutter
- David Farr com Hyde Park Nutter
- Kim Noble com a Hyde Park Nutter
- Tim Potter a Apocalyptic Nutter
- Andrew Harrison com a veu
- India Martin com a veu
- Josh De La Mare com a veu
- Luke Morris com a veu
- Catherine Gosling Fuller com a veu
- Andy Lane com a veu

## Resposta crítica
Peter Bradshaw va escriure a The Guardian, "una pel·lícula distintivament anglesa, més que simplement britànica, en el seu surrealisme divertit i entretingut... No es permet res tan obvi com una trama per limitar l'estil de la pel·lícula mentre planeja estranyament pel paisatge de somni de Londres com un ocell dement i desordenat." George Perry va escriure a BBC Films, "aquesta ha de ser una de les més estranyes pel·lícules de l'any, una estranya visió apocalíptica rodada a l'entorn més mundà de Londres, amb limitacions pressupostàries massa evidents empentades per la pura energia de la imaginació del director."

## Premis
La pel·lícula va ser la guanyadora del premi Evening Standard al millor nouvingut 2000, pel director Ben Hopkins.